# Подгорная (Коробицынское сельское поселение)
Подго́рная — деревня в Сямженском районе Вологодской области.
Входит в состав Ногинского сельского поселения (до 2015 года — в составе Коробицынского сельского поселения).
Расстояние по автодороге до районного центра Сямжи — 42 км, до центра муниципального образования Георгиевской — 2 км. Ближайшие населённые пункты — Пудково, Георгиевская, Узмица, Чижово.

## Население
По переписи 2002 года население — 10 человек.
| 2010 |
| ---- |
| 6    |